# 7α-羟基胆固醇
7α-羟基胆固醇（英語：7α-Hydroxycholesterol）是动物体内合成胆汁酸的前体，由胆固醇7α-羟化酶（CYP7A1）催化，是胆汁酸合成的限速步驟。